# Prusy, Bánovce nad Bebravou
Prusy este o comună slovacă, aflată în districtul Bánovce nad Bebravou din regiunea Trenčín. Localitatea se află la altitudinea de 222 m deasupra n.m., se întinde pe o suprafață de 7,52 km2 și în 2017 număra 610 locuitori.

## Istoric
Localitatea Prusy este atestată documentar din 1208.

## Demografie
| An:                | 1994 | 2004   | 2014   | 2024    |
| ------------------ | ---- | ------ | ------ | ------- |
| Număr de persoane: | 531  | 551    | 598    | 666     |
| Diferență:         |      | +3,76% | +8,52% | +11,37% |

| An:                | 2023 | 2024   |
| ------------------ | ---- | ------ |
| Număr de persoane: | 648  | 666    |
| Diferență:         |      | +2,77% |